# Willi Jaschek
Willi Jaschek (* 2. September 1940 in Olmütz, Protektorat Böhmen und Mähren) ist ein ehemaliger deutscher Kunstturner.

## Leben
Der deutsche Kunstturner Willi Jaschek war zwischen 1962 und 1970 in der Bundesrepublik Deutschland vierfacher Zwölfkampfmeister und errang je zwei Titel am Pauschenpferd, an den Ringen und am Barren. Insgesamt gewann er 32 Medaillen bei Deutschen Meisterschaften. Für den Deutschen Turner-Bund (DTB) bestritt er 31 A-Länderkämpfe. Mit der TSV Heusenstamm wurde er 1965 deutscher Mannschaftsmeister. Er nahm an drei Weltmeisterschaften, den Olympischen Sommerspielen 1964 in Tokio und den Olympischen Sommerspielen 1968 in Mexiko teil. Bei seiner Teilnahme 1968 errang er als „Held von Mexiko“ Berühmtheit, als er trotz eines bereits beim ersten Gerät, dem Bodenturnen, zugezogenen Achillessehnenrisses den Wettkampf beendete und so seiner Mannschaft einen guten 8. Platz ermöglichte.